# BC Augsburg
BC Augsburg (vollständiger Name: Ballspielclub Augsburg), im Jahr 1907 als FC Alemannia Augsburg in Augsburg gegründet, war ein Sportverein, der von 1921 bis 1969 unter dem Namen BC Augsburg am Spielbetrieb teilnahm. Im Verein waren Ballspielarten beheimatet wie Fußball und Handball.
Angesichts finanzieller Probleme fusionierte der BC Augsburg mit der Fußball-Abteilung des TSV Schwaben Augsburg im Juli 1969 zum FC Augsburg. Ein Jahr später errichtete der TSV Schwaben Augsburg erneut eine eigene Fußballabteilung.

## Abteilung Fußball

### Geschichte

#### Gründung bis zum Zweiten Weltkrieg
Am 11. Mai 1909 gründete der Turnverein 1871 Oberhausen mit der Mannschaft des FC Alemannia Augsburg die Verbandsfußballabteilung mit Sitz in Augsburg-Oberhausen. Oberhausen fusionierte mit dem Turnverein Augsburg II zum Turn- und Sportverein 1871 Augsburg, die Fußballer spielten als Ballspielclub im TSV 1847. 1910 gründete die Fußballabteilung unter dem Namen BC Augsburg einen eigenen Verein.
In den 1930er Jahren war der Verein Mitglied des Sportvereins Augsburg und des Turn- und Sportvereins Stadtbach.
Der SV wurde 1888 als Turnverein Augsburg-Kriegshaber gegründet. 1916 gründete der Club eine Fußballabteilung, die 1924 unabhängig wurde und 1935 beim BC Augsburg integriert wurde.
Der TSV wurde 1896 als Turnverein Stadtbach gegründet. Die Fußballer spielten ab August 1919 als Fußball-Club Stadtbach. 1930 benannten sie sich in VfL Teutonia Augsburg um. Am 15. Juni 1932 wurde der Verein durch die Leichtathletikabteilung des BC Augsburg ergänzt. Zwei Jahre später schloss sich der VfL wieder seinem Stammverein an, um den TSV 1896 Stadtbach zu gründen. 1938 schloss sich der TSV dem BC an.

#### Zweiter Weltkrieg und Nachkriegszeit
Der deutsche Fußball wurde 1933 unter dem Dritten Reich in 16 Gauligen neu organisiert. Der BC Augsburg erreichte in der regionalen zweiten Liga den zweiten Platz. Im folgenden Jahr stieg der BC nach einem 3:2-Sieg über den FC Memmingen in die Gauliga Bayern auf. Die folgenden Spielzeiten wurden als Tabellenletzter abgeschlossen. 1940 und 1943 wurden die Saison als Zweitplatzierte beendet. 1935 und 1943 nahm das Team am Tschammer-Pokal, dem Vorläufer des heutigen DFB-Pokal, teil, schied allerdings frühzeitig aus.
Der Zweite Weltkrieg führte zu einem Spielermangel und einem lokal eingegrenztem Spielbetrieb. 1943 wurde die Gauliga Bayern zur Gauliga Südbayern und der BC schloss sich mit der Post-SG Augsburg zur Kriegsbeilgemeinde Augsburg zusammen. In der Saison 1943/44 konnte der zweite Platz erreicht werden. Die nachfolgende Saison wurde aufgrund des Kriegsgeschehen vorzeitig beendet.
Nach dem Krieg lösten die Besatzungsmächten die meisten Organisationen sowie die Sport- und Fußballvereine auf. Der BC wurde ohne die Spieler des SV Stadtbach und des TV Augsburg, die zum Team des 1946 gegründeten TSV Kriegshaber gehörten, neu gegründet.
1945 nahm der BC Augsburg am Spielbetrieb der ersten Abteilung Fußball-Oberliga Süd teil, stieg allerdings 2 Jahre später ab. In der Landesliga Bayern konnte 1948 der konnte der Titel sowie der Aufstieg mit 4:1-Sieg gegen den 1. FC Bamberg gewonnen werden.
1950 wurde die Oberliga Süddeutschland in Oberliga Süd umbenannt. Der BC spielte 10 der 13 nachfolgenden Saisons in der höchsten Spielklasse, kämpfte aber dort meist gegen den Abstieg. Mit der 1963 gegründeten Bundesliga spielte der BC Augsburg in der Fußball-Regionalliga Süd. Die Saison 1965/66 schloss das Team mit dem Gewinn der Meisterschaft in der 1. Amateurliga ab. Bei der nationalen Amateurmeisterschaft erreichte das Team das Halbfinale.
Bis zur Fusion 1969 mit dem TSV Schwaben Augsburg zum FC Augsburg, die aufgrund finanzieller Probleme erfolgte, spielte der Verein in der zweiten oder dritten Liga.

#### BC Augsburg Oberhausen
Nach der Fusion des BC Augsburg wurde an der alten Spielstätte 1970 der Verein Sportfreunde Oberhausen gegründet. 1981 änderte der Verein seinen Namen in BC Augsburg Oberhausen. Das gewählte Logo ähnelte dem des ehemaligen Clubs sehr. Mit dem Trainer Helmut Haller stieg der Verein Mitte der 1980er Jahre in die Bezirksliga auf. Finanzielle Probleme zum Saisonende 2012/13 führten zum Rückzug aus der Liga. 2014 konnte das gesetzte Ziel – die Wiederaufnahme des Spielbetriebs in der B-Klasse – umgesetzt werden.

### Erfolge

#### Liga
- Gauliga Bayern
  - Vizemeister: 1940
- 2. Oberliga Süd
  - Meister: 1961
  - Vizemeister: 1952
- Bayernliga
  - Meister: 1948, 1966
  - Vizemeister: 1965, 1969
- 2. Amateurliga Schwaben
  - Meister: 1962

#### Pokal
- Bayrischer Pokal
  - Sieger: 1951
- Schwaben Pokal
  - Sieger: 1965

#### Jugend
- Bayrische U19-Meisterschaft
  - Meister: 1955, 1959
  - Vizemeister: 1956, 1957

#### BC Augsburg Saison
Die Vereinsaison 1945 bis 1969:
| Saison  | Liga                  | Ebene | Position |
| 1945–46 | Oberliga Süd          | I     | 8.       |
| 1946–47 | Oberliga Süd          | I     | 17. ↓    |
| 1947–48 | Landesliga Bayern Süd | II    | 1. ↑     |
| 1948–49 | Oberliga Süd          | I     | 14.      |
| 1949–50 | Oberliga Süd          | I     | 10.      |
| 1950–51 | Oberliga Süd          | I     | 16. ↓    |
| 1951–52 | 2. Oberliga Süd       | II    | 2. ↑     |
| 1952–53 | Oberliga Süd          | I     | 11.      |
| 1953–54 | Oberliga Süd          | I     | 12.      |
| 1954–55 | Oberliga Süd          | I     | 7.       |
| 1955–56 | Oberliga Süd          | I     | 11.      |
| 1956–57 | Oberliga Süd          | I     | 13.      |

| Saison  | Liga                     | Ebene | Position |
| 1957–58 | Oberliga Süd             | I     | 12.      |
| 1958–59 | Oberliga Süd             | I     | 15. ↓    |
| 1959–60 | 2. Oberliga Süd          | II    | 6.       |
| 1960–61 | 2. Oberliga Süd          | II    | 1. ↑     |
| 1961–62 | Oberliga Süd             | I     | 11.      |
| 1962–63 | Oberliga Süd             | I     | 16. ↓    |
| 1963–64 | Fußball-Regionalliga Süd | II    | 19. ↓    |
| 1964–65 | Amateurliga Bayern       | III   | 2.       |
| 1965–66 | Amateurliga Bayern       | III   | 1. ↑     |
| 1966–67 | Regionalliga Süd         | II    | 17. ↓    |
| 1967–68 | Amateurliga Bayern       | III   | 16.      |
| 1968–69 | Amateurliga Bayern       | III   | 2.       |

| ↑ Aufstieg | ↓ Abstieg |

## Abteilung Handball
Die im Jahr 1927 gegründete Handballabteilung des BC Augsburg, Mitglied des Bayerischen Handball-Verbands, war ebenfalls erfolgreich. Die Mannschaften der Frauen und der Männer traten sowohl im Feldhandball als auch im Hallenhandball an.
Die Feldhandballmannschaft der Männer war 1948 Gründungsmitglied der Bayernliga und gehörte dieser Liga, die bis 1958 höchste und bis 1966 zweithöchste Spielklasse war, bis zur Fusion mit dem TSV Schwaben ununterbrochen an. Durch die zwischenzeitliche Einführung der Oberliga Süd (1958) und Bundesliga (1967) sank der BCA dabei kurioserweise von der ersten in die dritte Liga ab, ohne sportlich jemals abgestiegen zu sein. Zumeist gehörte die Mannschaft der Spitzengruppe der Bayernliga an und wurde 1952, 1961 und 1964 bayerischer Meister. In der daran anschließenden Regionalmeisterschaft Süddeutschland (1961 und 1964 auch Aufstiegsrunde) konnte sich der BCA jedoch bei keinem Versuch durchsetzen.
Im Jahr 1959 wurde der BC Augsburg schwäbischer Hallenhandball-Meister. Der Aufstieg in die dann drittklassige Bayernliga gelang allerdings erst kurz vor der Fusion im Jahr 1969. Der neu entstandene FC Augsburg stieg nach einem Jahr wieder aus der Bayernliga ab.
Im Aufgebot des Deutschen Handballbundes, der deutschen Frauen-Handballnationalmannschaft, nahm die Augsburger Spielerin Eva Brechenmacher an der Weltmeisterschaft 1962 teil.